# Boris Hajdušek
Boris Hajdušek (Frýdek-Místek, Tsjechisch Moravisch-Silezische Regio, 15.7.1929 - 18.6.2009) war een Tsjechisch componist en dirigent.

## Leven
Hajdušek studeerde viool aan het Masaryk  muziekinstituut in Ostrava. Aansluitend was hij violist in het orkest van de Tsjechische omroep, Studio Ostrava. Van 1956 tot 1992 was hij altviolist in de Janacek Philharmonie Ostrava. 
Van 1959 tot 1999 was hij dirigent en artistiek directeur van het Harmonieorkest Ferrum (Ostroj) in Frydlant nad Ostravici. Met dit orkest deed hij talrijke concertreizen in het buitenland en was op vele wedstrijden in het binnen- en buitenland. Verder is hij dirigent van het Městský dechový orchestr Kopřivnice en van het orkest van Umělecké školy z Frýdek-Místek. Het Žákovský smyčcový orchestr (Žákovský Strijkorkest) (ZUŠ) te Frýdek Místek. 
Als componist schreef hij vooral voor harmonieorkest.

## Composities

### Werken voor harmonieorkest
- 1985 Troják - Walachische dans (Verplicht werk op de 13e wedstrijd voor grote harmonieorkesten 2007 in Ostrava)
- 1990 Od Frydlanta chodník dluhy, voor solozang en harmonieorkest
- Beskydské stráně, wals
- Jarní kvapík, galop
- K narozeninám, polka
- Kwaki kwak, intermezzo voor trombone en harmonieorkest
- Měsíc nad Beskydem, voor groot harmonieorkest
- Na Kmínku, polka
- Na rozehrání, polka voor groot harmonieorkest
- Prostá píseň
- Přátelství, concert mazurka
- Staročeské noty, polka
- Stříbrné Zastaveníčko, voor drie fluiten en harmonieorkest
- Zlatá neděle, kleine kerstmuziek

### Kamermuziek
- 1999 Scherzino, voor tuba solo (Verplicht werk op de wedstrijd 1999 in Brno)

- Gemeinsame Normdatei: 134971582
- International Standard Name Identifier: 0000 0001 1072 852X
- Library of Congress Control Number: no2006107126
- Nationale Bibliotheek van Tsjechië: mzk2014802591
- Virtual International Authority File: 79887367
- WorldCat: E39PBJfcKx3PCRDrGh498hMMfq